# ولادیمیر اشتیماچ
ولادیمیر اشتیماچ (صربی: Владимир Штимац؛ زادهٔ ۲۵ اوت ۱۹۸۷) یک بازیکن تیم ملی بسکتبال صربستان است. 